# Гран-Курон
Гран-Курон (фр. Grand-Couronne) — город на севере Франции, регион Нормандия, департамент Приморская Сена, округ Руан, кантон Эльбёф. Пригород Руана, расположен в 18 км к югу от центра города, на противоположном берегу Сены, внутри одного из её меандров, в 2 км от автомагистрали А13 «Нормандия». Один из многочисленных городов-спутников Руана, входит в состав Метрополии Руан-Нормандия.
Население (2018) — 9 716 человек.

## Достопримечательности
- Церковь Святого Мартина XIV века
- Телевизионная башня высотой 200 м
- Здание мэрии, восстановленное после Второй мировой войны, с богато декорированным фасадом работы скульптора Раймона Деламра
- Шато Грезиль
- Развалины  монастыря бенедиктинцев

## Экономика
Центр легкой промышленности местного значения. На территории коммуны расположен большой контейнерный пункт.
Структура занятости населения:
- сельское хозяйство — 0,1 %
- промышленность — 16,2 %
- строительство — 11,9 %
- торговля, транспорт и сфера услуг — 48,2 %
- государственные и муниципальные службы — 23,6 %

Уровень безработицы (2017) — 18,6 % (Франция в целом —  13,4 %, департамент Приморская Сена — 15,3 %). 

Среднегодовой доход на 1 человека, евро (2018) — 20 120 (Франция в целом — 21 730, департамент Приморская Сена — 21 140).

## Демография
Динамика численности населения, чел.

## Администрация
Пост мэра Гран-Курона с 2020 года занимает Жюли Лесаж (Julie Lesage), член Совета департамента Приморская Сена от кантона Эльбёф. На муниципальных выборах 2020 года возглавляемый ею список социалистов победил во 2-м туре, получив 49,16 % голосов (из трех списков).
| Период | Период | Фамилия         | Партия                  | Примечания                      |
| ------ | ------ | --------------- | ----------------------- | ------------------------------- |
| 1965   | 1989   | Жан Сален       | Коммунистическая партия |                                 |
| 1989   | 1995   | Бернар Фро      | Социалистическая партия |                                 |
| 1995   | 2012   | Патрис Дюпре    | Коммунистическая партия | бухгалтер                       |
| 2012   | 2015   | Мишель Ламазуад | Коммунистическая партия |                                 |
| 2015   | 2020   | Патрис Дюпре    | Коммунистическая партия | бухгалтер                       |
| 2020   |        | Жюли Лесаж      | Социалистическая партия | юрист, член Совета департамента |

## Города-побратимы
- Зельце, Германия
- Фельтен, Германия

## Галерея

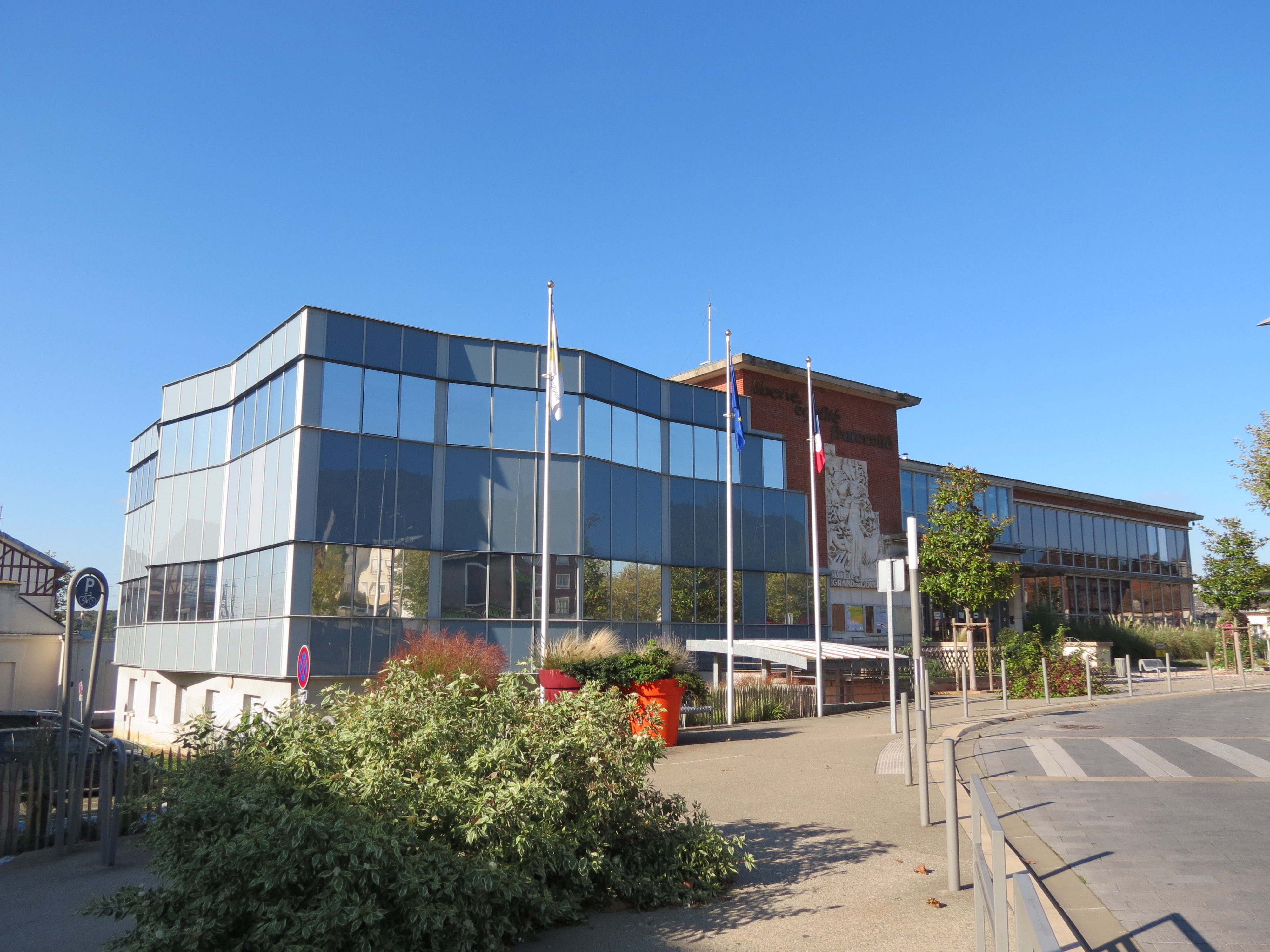
Мэрия
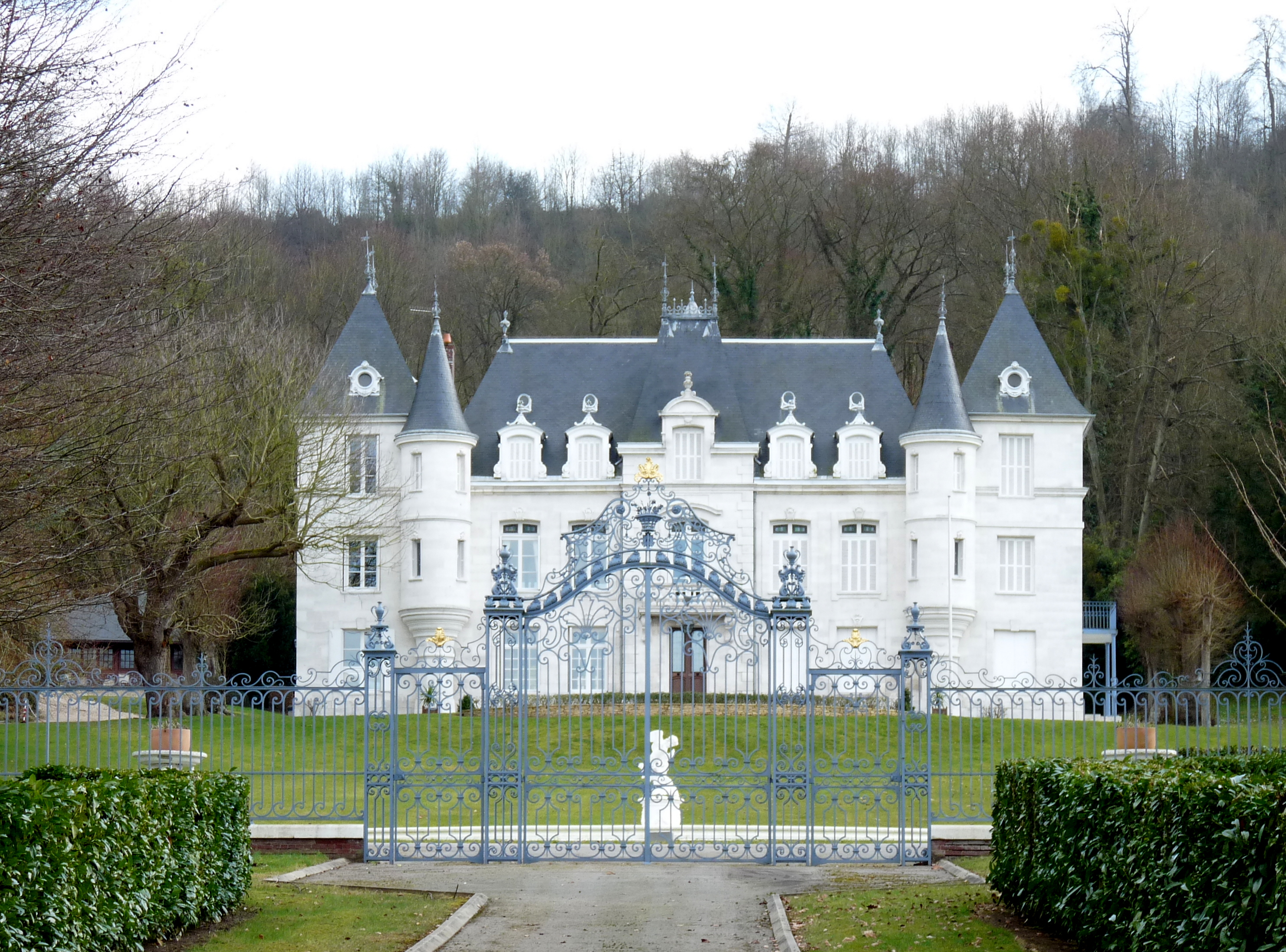
Шато Грезиль
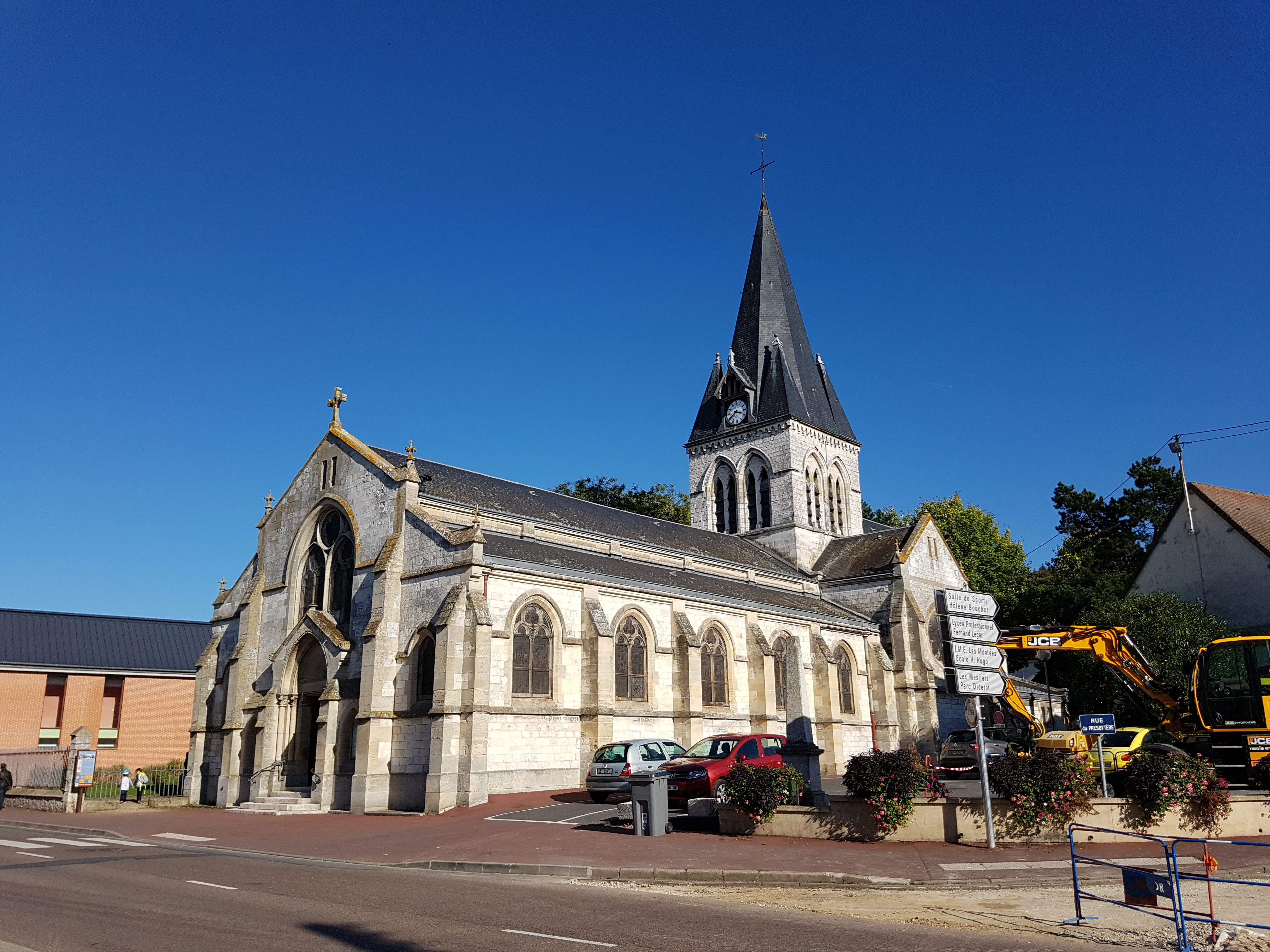
Церковь Святого Мартина

1. 1 2  база данных о французских коммунах — Национальный географический институт Франции, 2015.